# Gare de Bretonnières
La gare de Bretonnières est une gare ferroviaire située sur le territoire de la commune suisse de Bretonnières dans le canton de Vaud.

## Situation ferroviaire
Établie à 673,27 mètres d'altitude, la gare de Bretonnières est située au point kilométrique 35,82 de la ligne de Cossonay-Penthalaz à Vallorbe, entre les gares de Croy-Romainmôtier (en direction de Lausanne) et Le Day (vers Vallorbe).
Elle est dotée de deux voies bordées par deux quais latéraux.

## Histoire
La gare de Bretonnières a été mise en service en 1870 en même temps que l'inauguration de la ligne de Cossonay-Penthalaz à Vallorbe. La maison de garde a été complétée par un bâtiment voyageurs en 1926.

## Service des voyageurs

### Accueil
Gare des CFF, elle dispose d'un abri sur chacun des deux quais ainsi que de distributeurs automatiques de titres de transport. À proximité directe de la gare se situe également un parc relais de 10 places dédié au stationnement des automobiles.
La gare n'est pas accessible aux personnes à mobilité réduite.

### Desserte
La gare fait partie du réseau RER Vaud qui assure des liaisons rapides à fréquence élevée dans l'ensemble du canton de Vaud. Elle est desservie chaque heure par la ligne S3 qui relie Vallorbe à Aigle, voire Saint-Maurice ainsi que par quelques rares services de la ligne S4 en semaine qui relie Le Brassus et Vallorbe à Aigle,.

### Intermodalité
La gare de Bretonnières n'est en correspondance avec aucune ligne de transports en commun.